# Дієго Гартфілд
Дієго Гартфілд (ісп. Diego Hartfield; нар. 31 січня 1981) — колишній аргентинський тенісист.
Найвищу одиночну позицію світового рейтингу — 73 місце досяг 10 вересня 2007, парну — 149 місце — 9 червня 2008 року.
Найвищим досягненням на турнірах Великого шолома було 2 коло в одиночному розряді.
Завершив кар'єру 2010 року.

## Фінали ATP Челленджер і ITF Ф'ючерс

### Одиночний розряд: 16 (7–9)
| Легенда              |
| -------------------- |
| ATP Челленджер (3–4) |
| ITF Ф'ючерс (4–5)    |

| Фінали за покриттям |
| ------------------- |
| Тверде (0–1)        |
| Ґрунт (7–8)         |
| Трава (0–0)         |
| Килим (0–0)         |

| Результат | W–L | Дата     | Турнір                                   | Рівень     | Покриття | Суперник           | Рахунок            |
| --------- | --- | -------- | ---------------------------------------- | ---------- | -------- | ------------------ | ------------------ |
| Поразка   | 0–1 | Кві 2001 | Аргентина F4, Мендоса (Аргентина)        | Ф'ючерс    | Ґрунт    | Гільєрмо Каррі     | 6–7(5–7), 3–6      |
| Поразка   | 0–2 | Вер 2002 | Болівія F3, Санта-Крус-де-ла-Сьєрра      | Ф'ючерс    | Ґрунт    | Крістіан Вільяґран | 4–6, 4–6           |
| Перемога  | 1–2 | Жов 2002 | Чилі F5, Вінья-дель-Мар                  | Ф'ючерс    | Ґрунт    | Марко Нойтейбль    | 6–7(4–7), 6–0, 6–3 |
| Поразка   | 1–3 | Вер 2003 | Аргентина F3, Буенос-Айрес               | Ф'ючерс    | Ґрунт    | Карлос Берлок      | 6–3, 3–6, 1–6      |
| Перемога  | 2–3 | Жов 2003 | Чилі F5, Сантьяго                        | Ф'ючерс    | Ґрунт    | Бріан Дабуль       | 6–4, 6–4           |
| Поразка   | 2–4 | Лис 2003 | Уругвай F1, Монтевідео                   | Ф'ючерс    | Ґрунт    | Едгардо Масса      | 6–4, 3–6, 4–6      |
| Перемога  | 3–4 | Лис 2004 | Чилі F3, Сантьяго                        | Ф'ючерс    | Ґрунт    | Марко Нойтейбль    | 6–3, 6–7(7–9), 6–2 |
| Поразка   | 3–5 | Тра 2005 | Колумбія F4, Перейра (Колумбія)          | Ф'ючерс    | Ґрунт    | Бруно Соарес       | 2–6, 7–6(7–3), 3–6 |
| Перемога  | 4–5 | Тра 2005 | Аргентина F5, Кордова (місто, Аргентина) | Ф'ючерс    | Ґрунт    | Родольфо Даруйч    | 6–7(4–7), 6–1, 6–4 |
| Поразка   | 4–6 | Лис 2005 | Буенос-Айрес, Аргентина                  | Челленджер | Ґрунт    | Карлос Берлок      | 5–7, 6–3, 4–6      |
| Перемога  | 5–6 | Тра 2006 | Атланта, США                             | Челленджер | Ґрунт    | Френк Данцевич     | 7–5, 6–0           |
| Перемога  | 6–6 | Тра 2006 | Туніка-Резортс, США                      | Челленджер | Ґрунт    | Марді Фіш          | 6–4, 6–4           |
| Перемога  | 7–6 | Жов 2006 | Богота, Колумбія                         | Челленджер | Ґрунт    | Даніель Коллерер   | 6–3, 7–5           |
| Поразка   | 7–7 | Січ 2007 | Сан-Паулу, Бразилія                      | Челленджер | Тверде   | Гільєрмо Каньяс    | 3–6, 4–6           |
| Поразка   | 7–8 | Чер 2008 | Мілан, Італія                            | Челленджер | Ґрунт    | Теймураз Габашвілі | 4–6, 6–4, 4–6      |
| Поразка   | 7–9 | Лип 2008 | Схевенінген, Нідерланди                  | Челленджер | Ґрунт    | Єссе Гута Ґалунґ   | 3–6, 4–6           |

### Парний розряд: 19 (10–9)
| Легенда              |
| -------------------- |
| ATP Челленджер (2–2) |
| ITF Ф'ючерс (8–7)    |

| Фінали за покриттям |
| ------------------- |
| Тверде (0–2)        |
| Ґрунт (10–7)        |
| Трава (0–0)         |
| Килим (0–0)         |

| Результат | W–L  | Дата     | Турнір                                   | Рівень     | Покриття | Партнер               | Суперники                                     | Рахунок                 |
| --------- | ---- | -------- | ---------------------------------------- | ---------- | -------- | --------------------- | --------------------------------------------- | ----------------------- |
| Поразка   | 0–1  | Тра 2001 | Аргентина F5, Кордова (місто, Аргентина) | Ф'ючерс    | Ґрунт    | Ігнасіо Гонсалес Кінг | Маріано Дельфіно Патрісіо Руді                | 6–7(5–7), 3–6           |
| Поразка   | 0–2  | Сер 2001 | Аргентина F7, Буенос-Айрес               | Ф'ючерс    | Ґрунт    | Хуан Пабло Гусман     | Даніель Карассіоло Мартін Вассальйо Аргуельйо | 6–3, 2–6, 2–6           |
| Перемога  | 1–2  | Жов 2001 | Парагвай F1, Асунсьйон                   | Ф'ючерс    | Ґрунт    | Матіас О'Ніль         | Себастьян Декуд Себастьян Уріарте             | 6–3, 4–6, 7–6(9–7)      |
| Поразка   | 1–3  | Вер 2002 | Болівія F1, Ла-Пас                       | Ф'ючерс    | Ґрунт    | Ігнасіо Гонсалес Кінг | Кейсі Сміт Мартін Стрінгарі                   | 3–6, 5–7                |
| Перемога  | 2–3  | Вер 2002 | Болівія F2, Кочабамба                    | Ф'ючерс    | Ґрунт    | Ігнасіо Гонсалес Кінг | Кейсі Сміт Мартін Стрінгарі                   | 7–5, 3–6, 6–1           |
| Перемога  | 3–3  | Вер 2002 | Болівія F3, Санта-Крус-де-ла-Сьєрра      | Ф'ючерс    | Ґрунт    | Ігнасіо Гонсалес Кінг | Себастьян Декуд Хуан-Феліпе Яньєс             | 7–5, 6–2                |
| Поразка   | 3–4  | Чер 2003 | Словенія F1, Крань                       | Ф'ючерс    | Ґрунт    | Ігнасіо Гонсалес Кінг | Іван Церович Александер Слович                | 6–7(1–7), 7–6(8–6), 4–6 |
| Перемога  | 4–4  | Жов 2003 | Чилі F4, Сантьяго                        | Ф'ючерс    | Ґрунт    | Патрісіо Руді         | Дієго Хункейра Едгардо Масса                  | 6–2, 2–6, 7–6(7–4)      |
| Поразка   | 4–5  | Жов 2003 | Аргентина F4, Мендоса (Аргентина)        | Ф'ючерс    | Ґрунт    | Даміан Патріарка      | Бріан Дабуль Дієго Мояно                      | 6–7(4–7), 4–6           |
| Поразка   | 4–6  | Лис 2003 | Уругвай F1, Монтевідео                   | Ф'ючерс    | Ґрунт    | Себастьян Декуд       | Ґуставо Маркассіо Патрісіо Руді               | 4–6, 4–6                |
| Перемога  | 5–6  | Січ 2004 | Сальвадор F1, Сан-Сальвадор              | Ф'ючерс    | Ґрунт    | Ґуставо Маркассіо     | Лукас Енжіл Марсіу Торріс                     | 6–0, 6–2                |
| Поразка   | 5–7  | Тра 2004 | Колумбія F1, Калі (місто)                | Ф'ючерс    | Ґрунт    | Даміан Патріарка      | Міхаель Кінтеро Агілар Карлос Саламанка       | 5–7, 4–6                |
| Перемога  | 6–7  | Чер 2004 | Франція F8, Блуа                         | Ф'ючерс    | Ґрунт    | Бріан Дабуль          | Стів Дарсі Стефан Ваутерс                     | 7–5, 6–4                |
| Перемога  | 7–7  | Чер 2004 | Нідерланди F1, Алкмар                    | Ф'ючерс    | Ґрунт    | Крістіан Вільяґран    | Като Дзюн Жан-Жульєн Роєр                     | 6–2, 6–3                |
| Перемога  | 8–7  | Тра 2005 | Колумбія F4, Перейра (Колумбія)          | Ф'ючерс    | Ґрунт    | Даніель Гарса         | Пабло Гонсалес Бруно Соарес                   | 7–6(7–4), 7–6(7–1)      |
| Поразка   | 8–8  | Лис 2005 | Нашвілл, США                             | Челленджер | Тверде   | Сантьяго Гонсалес     | Ілія Бозоляц Браян Вілсон                     | 6–7(6–8), 4–6           |
| Перемога  | 9–8  | Бер 2007 | Богота, Колумбія                         | Челленджер | Ґрунт    | Мартін Гарсія         | Фред Жіл Дік Норман                           | 6–4, 3–6, [10–5]        |
| Поразка   | 9–9  | Жов 2007 | Андрезьє-Бутеон, Франція                 | Челленджер | Тверде   | Хосе Акасусо          | Мартін Гарсія Себастьян Прієто                | 3–6, 1–6                |
| Перемога  | 10–9 | Тра 2008 | Бордо, Франція                           | Челленджер | Ґрунт    | Серхіо Ройтман        | Томаш Беднарек Душан Вемич                    | 6–4, 6–4                |

## Часовий графік результатів
| W | Ф | ПФ | ЧФ | #Р | КТ | К# | DNQ | A | NH |

### Одиночний розряд
| Турніри Великого шлему                 |     |     |     |     |       |     |     |
| Відкритий чемпіонат Австралії з тенісу | К1р | К1р |     | 1р  | 0 / 1 | 0–1 | 0%  |
| Відкритий чемпіонат Франції з тенісу   |     | 1р  | 2р  | К2р | 0 / 2 | 1–2 | 33% |
| Вімблдонський турнір                   | К2р | К3р | 1р  |     | 0 / 1 | 0–1 | 0%  |
| Відкритий чемпіонат США з тенісу       | К1р | К1р | 1р  | К3р | 0 / 1 | 0–1 | 0%  |
| В-П                                    | 0–0 | 0–1 | 1–3 | 0–1 | 0 / 5 | 1–5 | 17% |
| Тур ATP Мастерс 1000                   |     |     |     |     |       |     |     |
| Індіан-Веллс                           |     | К1р |     |     | 0 / 0 | 0–0 | –   |
| Відкритий чемпіонат Маямі з тенісу     |     |     |     | К2р | 0 / 0 | 0–0 | –   |
| В-П                                    | 0–0 | 0–0 | 0–0 | 0–0 | 0 / 0 | 0–0 | –   |